# Глазунов, Фёдор Васильевич
Фёдор Васильевич Глазунов (8 июня 1900 — ?) — советский военачальник, полковник, участник Гражданской, Великой Отечественной и советско-японской войн.

## Биография
Фёдор Васильевич Глазунов родился 8 июня 1900 года в Санкт-Петербурге. 
В марте 1918 года поступил на службу в Рабоче-Крестьянскую Красную Армию. Начинал красноармейцем в рабочей дружине города Николаева, позднее служил в отдельном тяжёлом дивизионе Юго-Западного фронта, стал командиром взвода. Участвовал в боях Гражданской войны против войск А. И. Деникина и Н. А. Григорьева. В 1921 году окончил 1-е тяжелоартиллерийские курсы красных командиров, после чего служил на командных должностях в различных артиллерийских частях. В 1929 году окончил артиллерийские курсы усовершенствования командного состава, в 1936 году — курсы усовершенствования командного состава зенитной артиллерии. С февраля 1940 года преподавал тактику на курсах усовершенствования командного состава зенитной артиллерии в Евпатории. В этой должности он встретил начало Великой Отечественной войны.
В сентябре 1941 года Глазунов был назначен сначала заместителем начальника, а несколько позже — начальником цикла тактики на тех же курсах. В декабре 1941 года он был направлен на фронт Великой Отечественной войны, приняв командование над 1204-м зенитно-артиллерийским полком Московского фронта ПВО. Участвовал в битве за Москву. В июне 1943 года его полк был преобразован в 60-ю зенитно-артиллерийскую дивизию ПВО. Зенитчики Глазунова дислоцировались на западном секторе внешнего кольца противовоздушной обороны столицы, прикрывая её от вражеских авиационных налётов. Кроме того, руководил противовоздушной обороной железнодорожных станций Волоколамск и Можайск, а также ряда других объектов.
Участвовал также в советско-японской войне, во время которой его дивизия входила в состав Приморской армии ПВО, обороняла город Ворошилов-Уссурийский, мосты через реки Суйфун и Уссури. Когда боевые действия завершились, дивизия была расформирована. 
В 1948 году окончил Высшие академические курсы при Военной артиллерийской академии имени Ф. Э. Дзержинского. Командовал зенитно-артиллерийскими полком, бригадой, дивизией, а в 1951 году стал помощником командующего войсками ПВО Забайкальского района. 
В июле 1953 года в звании полковника был уволен в запас. 
Дальнейшая судьба неизвестна.

## Награды
- Орден Ленина (21 февраля 1945 года);
- 2 ордена Красного Знамени (3 ноября 1944 года, 24 июня 1948 года);
- 2 ордена Отечественной войны 1-й степени (18 ноября 1944 года, 2 сентября 1945 года);
- Орден Красной Звезды (22 февраля 1943 года);
- Медали.